# Vogtsburg im Kaiserstuhl
Vogtsburg im Kaiserstuhl est une ville allemande du Bade-Wurtemberg, située dans le massif du Kaiserstuhl, dans le district de Fribourg-en-Brisgau.

## Géographie

### Localisation
Les différents villages qui constituent les quartiers de Vogtsburg se situent, à l'exception de Burkheim, dans les vallées étroites du massif du Kaiserstuhl. À l'est, la commune est délimitée par la crête principale, en forme de fer à cheval, du Kaiserstuhl et à l'ouest elle s'étend jusqu'au Rhin, qui marque la frontière avec la France.

## Histoire
Les premières traces d'occupation humaine ont été découvertes à Oberbergen et remontent à 5 500 à 4 950 av. J.-C. 
À partir de 800 av. J.-C., de nombreux indices témoignent d'une colonisation dense de la région par les Celtes jusqu'à l'avènement des Alamans vers 200 ap. J.-C. Ainsi Oberbergen est considéré comme la colonie la plus importante du sud du Pays de Bade de la civilisation de Hallstatt.

## Galerie

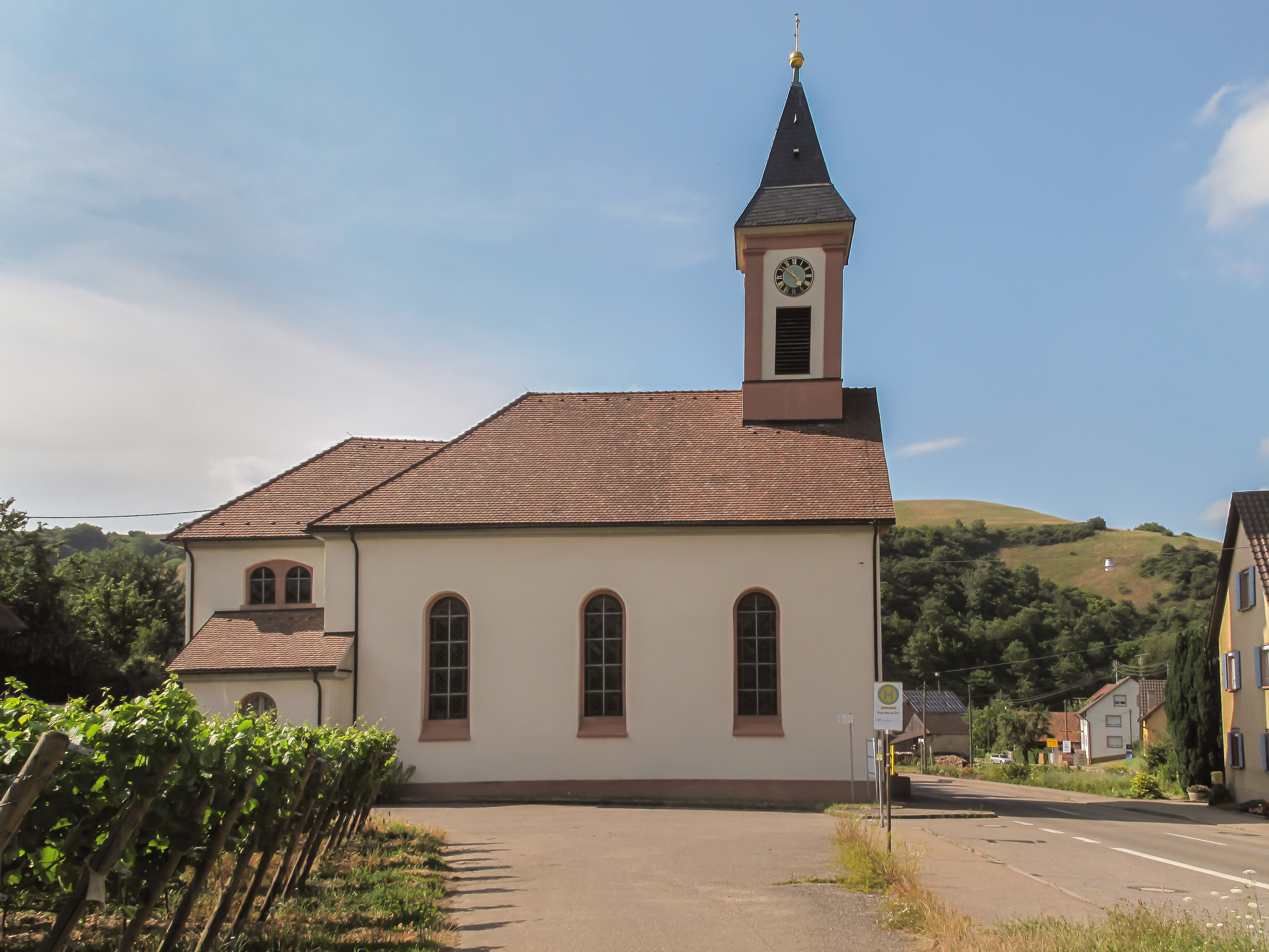
Altvogtsburg, l'église Sankt Romanus
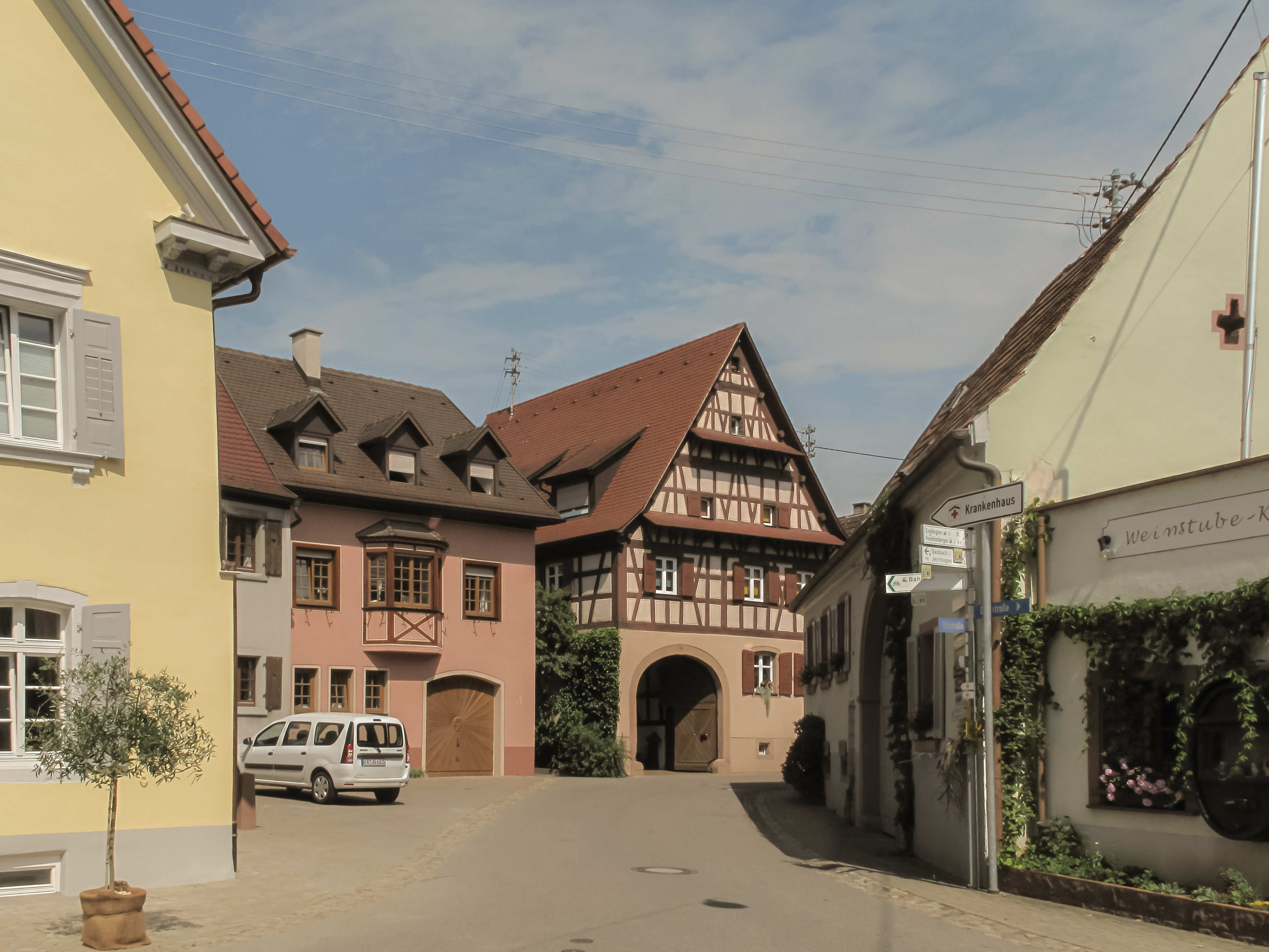
Bischoffingen (de)
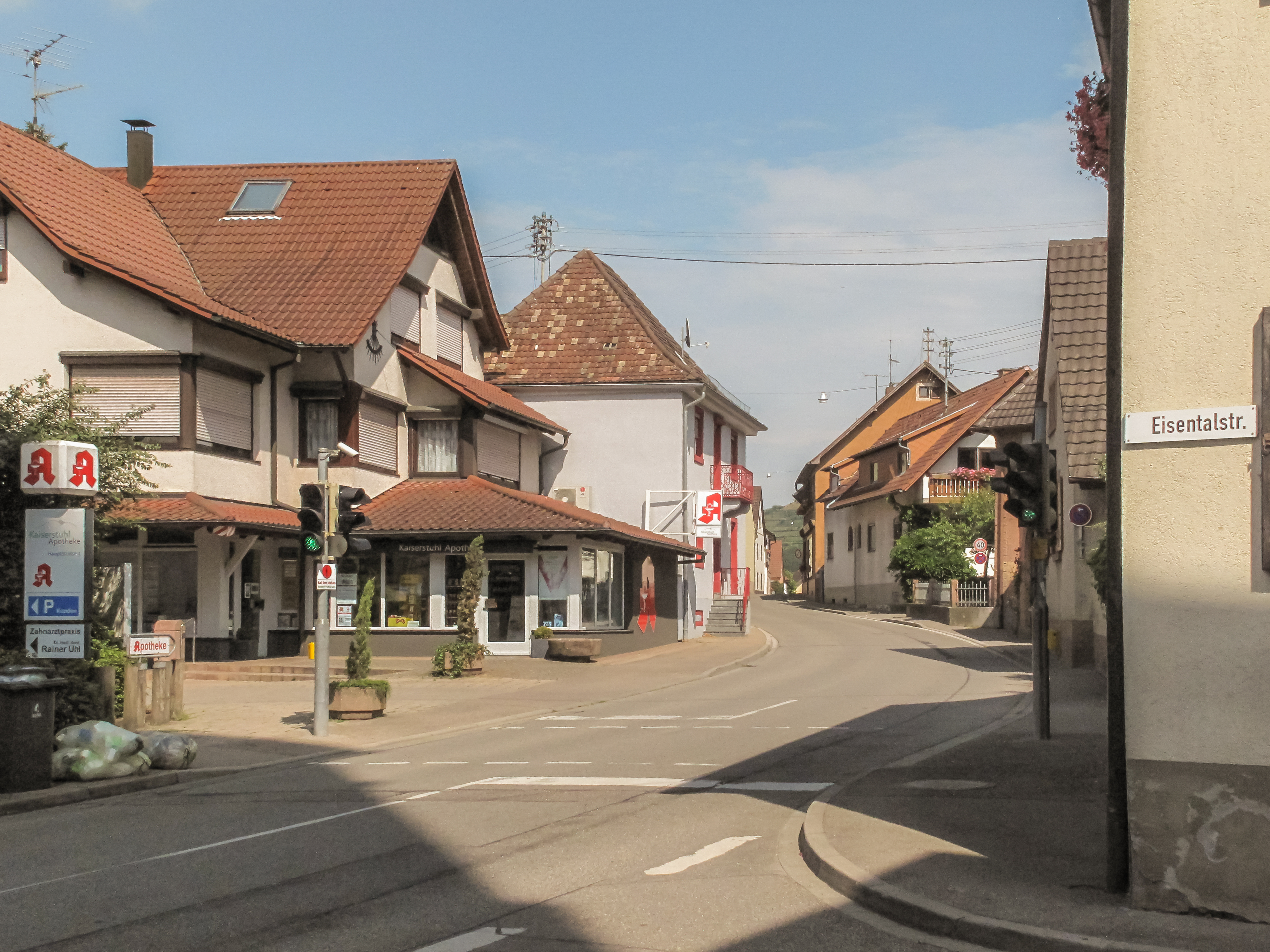
Oberrotweil, vue de la Bahnhofstrasse
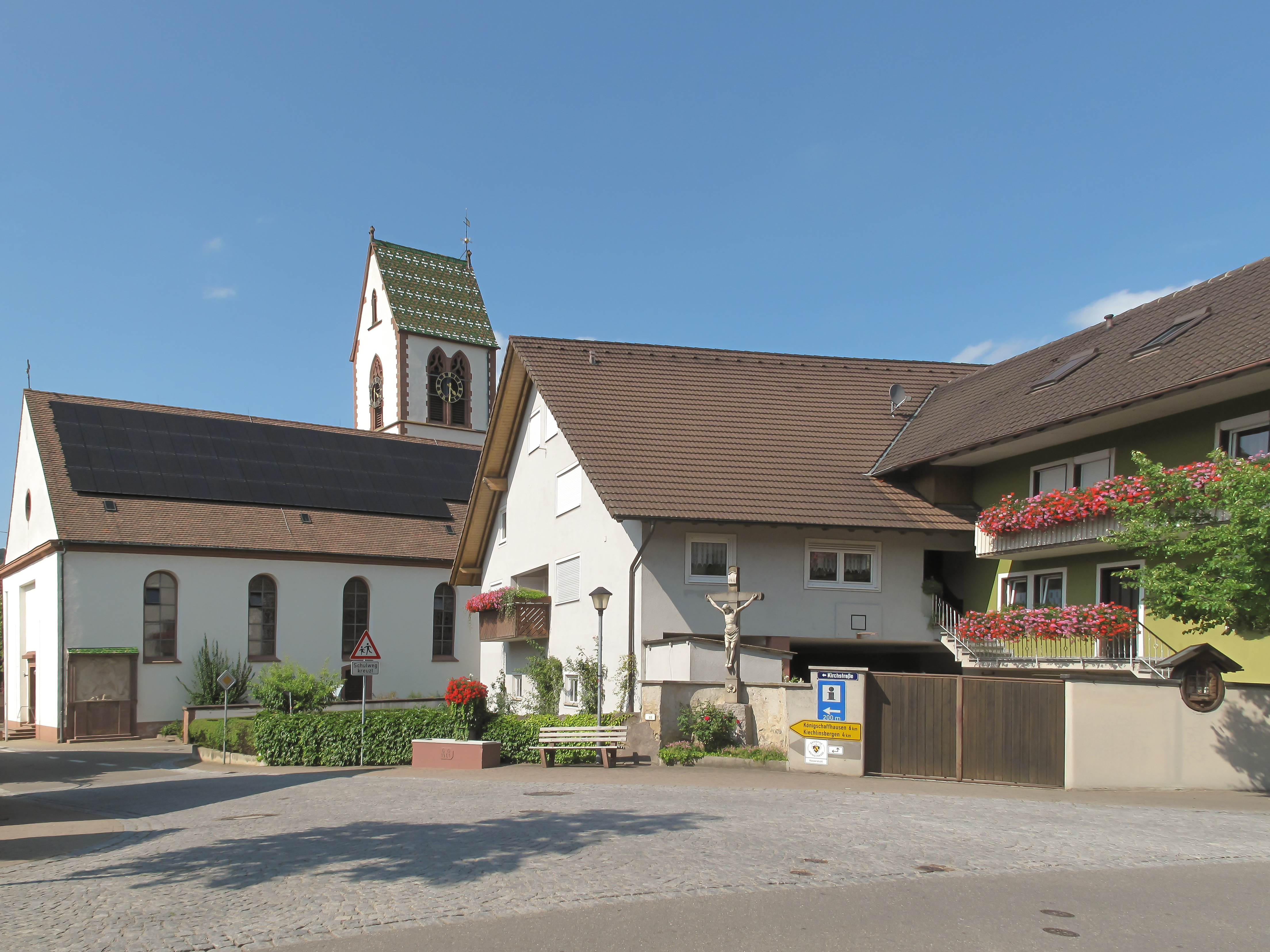
Oberbergen (de), l'église Sankt Mauritius

## Quartiers (Ortsteile)

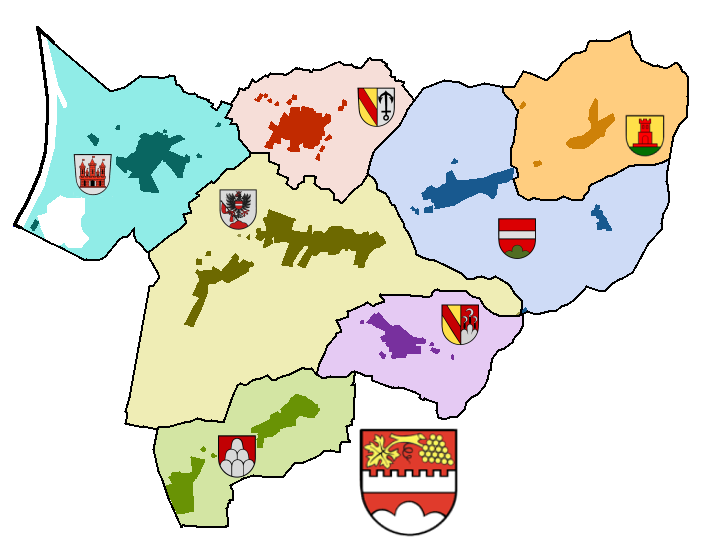
Situation des villages (quartiers) au sein de la commune.

Vogtsburg est composé de 9 villages distincts qui constituent les différents quartiers de la commune. Avant le regroupement territorial, Oberrotweil et Niederrotweil avaient déjà fusionné et Alt-Vogtsburg faisait partie d'Oberbergen. Pour cette raison, la ville actuelle est constituée de 9 villages mais seulement de 7 entités politiques.

### Vues aériennes des quartiers

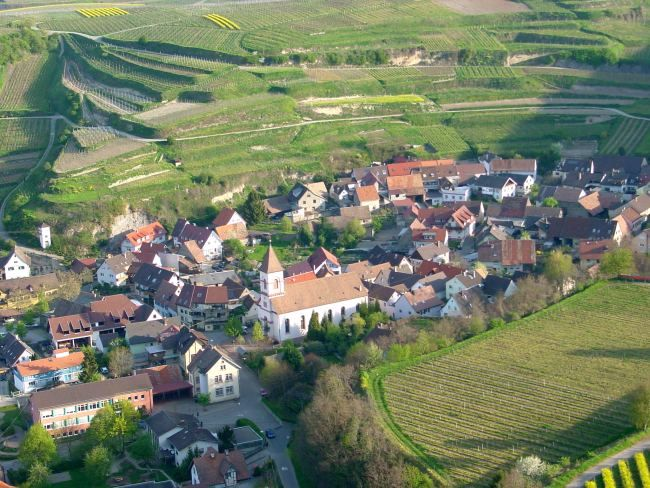
Achkarren (de), avec les ruines du château Burg Höhingen
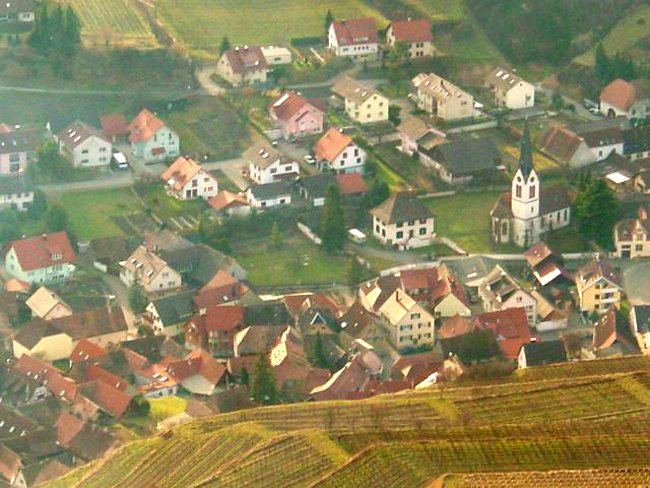
Bickensohl (de), situé au pied du Totenkopf
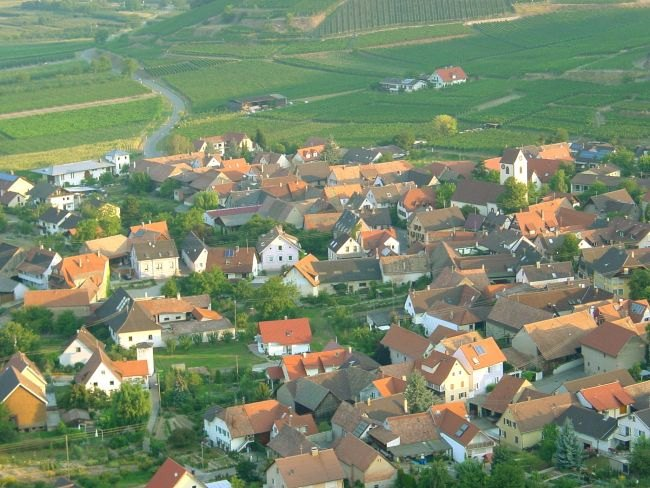
Bischoffingen
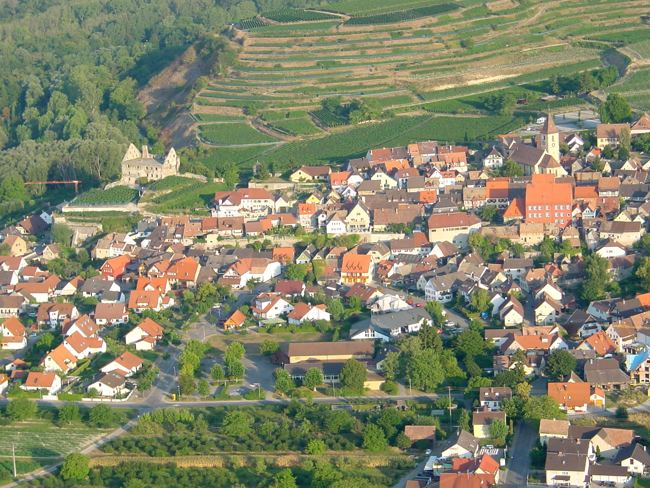
Burkheim am Kaiserstuhl (de), avec la ruine du château
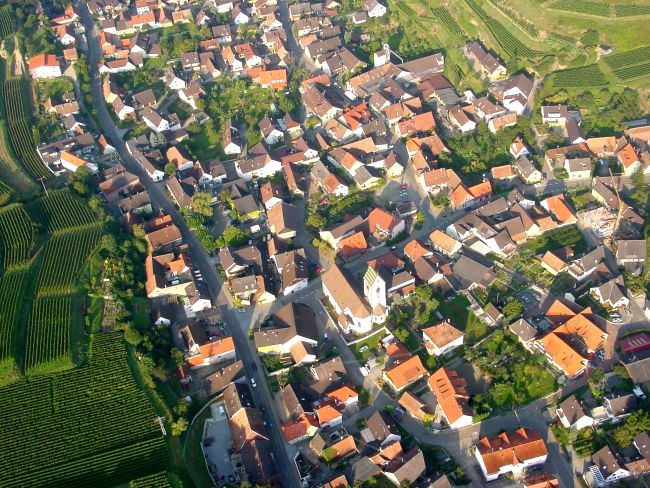
Oberbergen
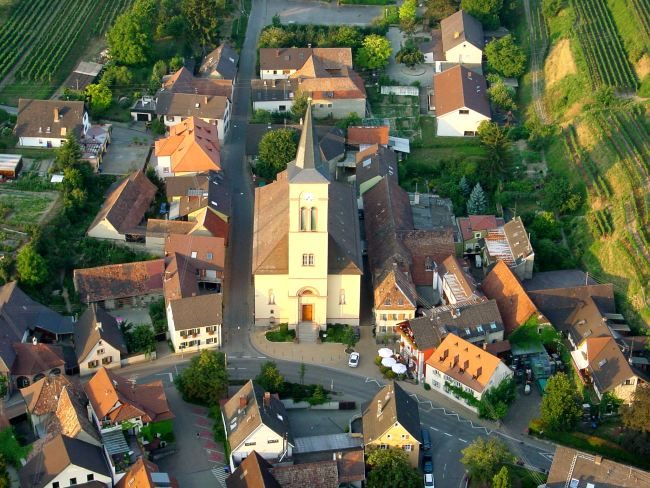
Oberrotweil, localité centrage avec le siège de l'administration communale
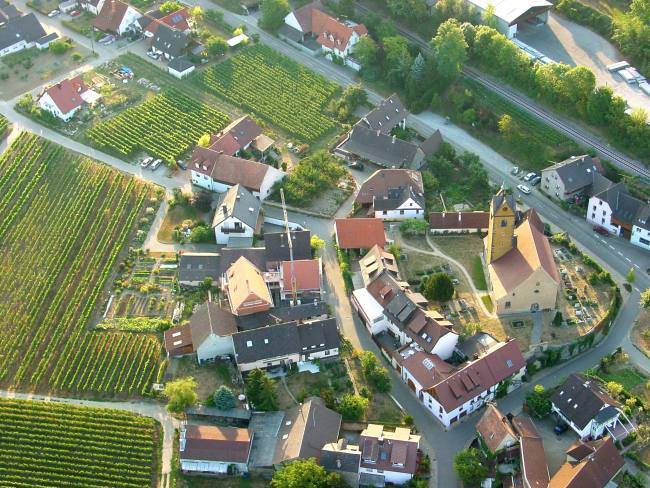
Niederrotweil, qui fait partie d'Oberrottweil
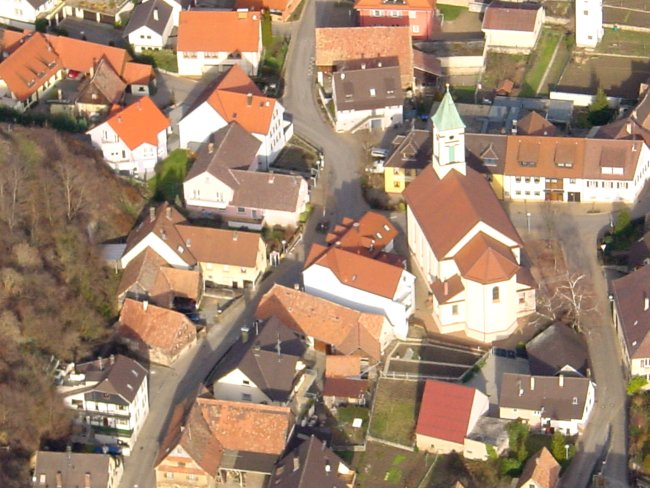
Schelingen (de), le quartier situé à la plus haute altitude de Vogtsburg
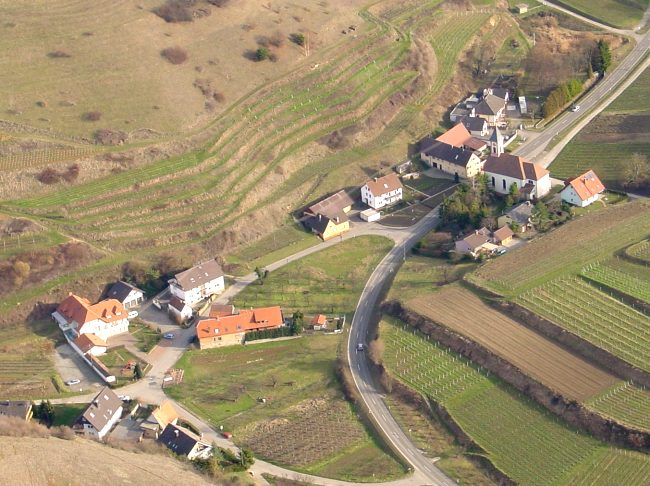
Alt-Vogtsburg, qui fait partie d'Oberbergen

### Armoiries des quartiers

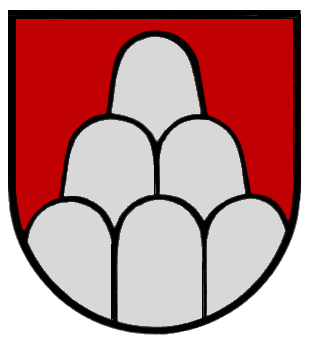
Achkarren
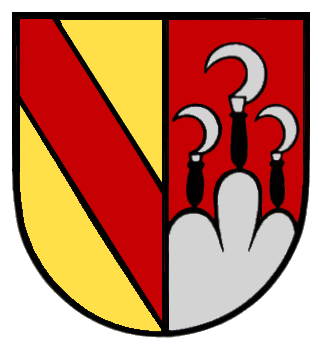
Bickensohl
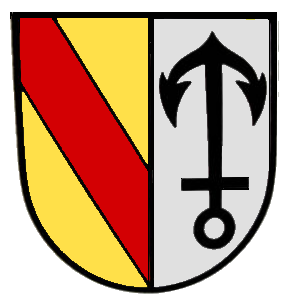
Bischoffingen
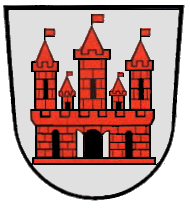
Burkheim am Kaiserstuhl
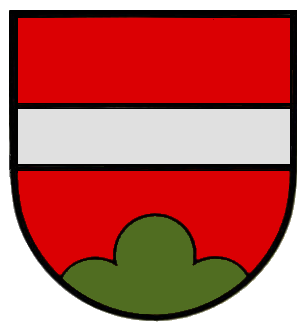
Oberbergen
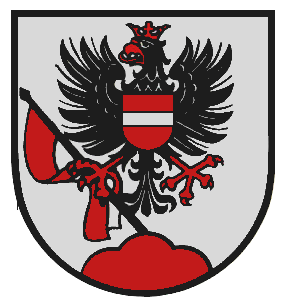
Oberrotweil
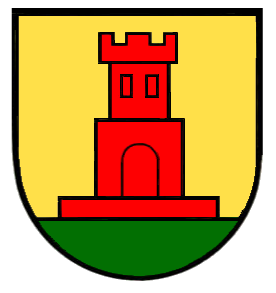
Schelingen

## Jumelage
- Sigolsheim (France) depuis 1967

## Économie
À côté de la vigne qui joue un rôle prépondérant dans l'économie locale, la culture des fruits est également très développée, en particulier la culture de la cerise, de la quetsche et de la pomme. À côté de l'agriculture, le tourisme se développe de plus en plus.
Vogtsburg forme une unité municipale unique avec les 7 villages viticoles de Achkarren, Bickensohl, Bischoffingen, Burkheim, Oberbergen, Oberrotweil et Schelingen.

## Lieux et monuments
Patrimoine religieux :
- Achkarren, l'église.
- Altvogtsburg, l'église Sankt Romanus[4].
- Oberbergen, l'église Sankt Mauritius.
- Oberrotweil, l'église.

Autres lieux et patrimoines :

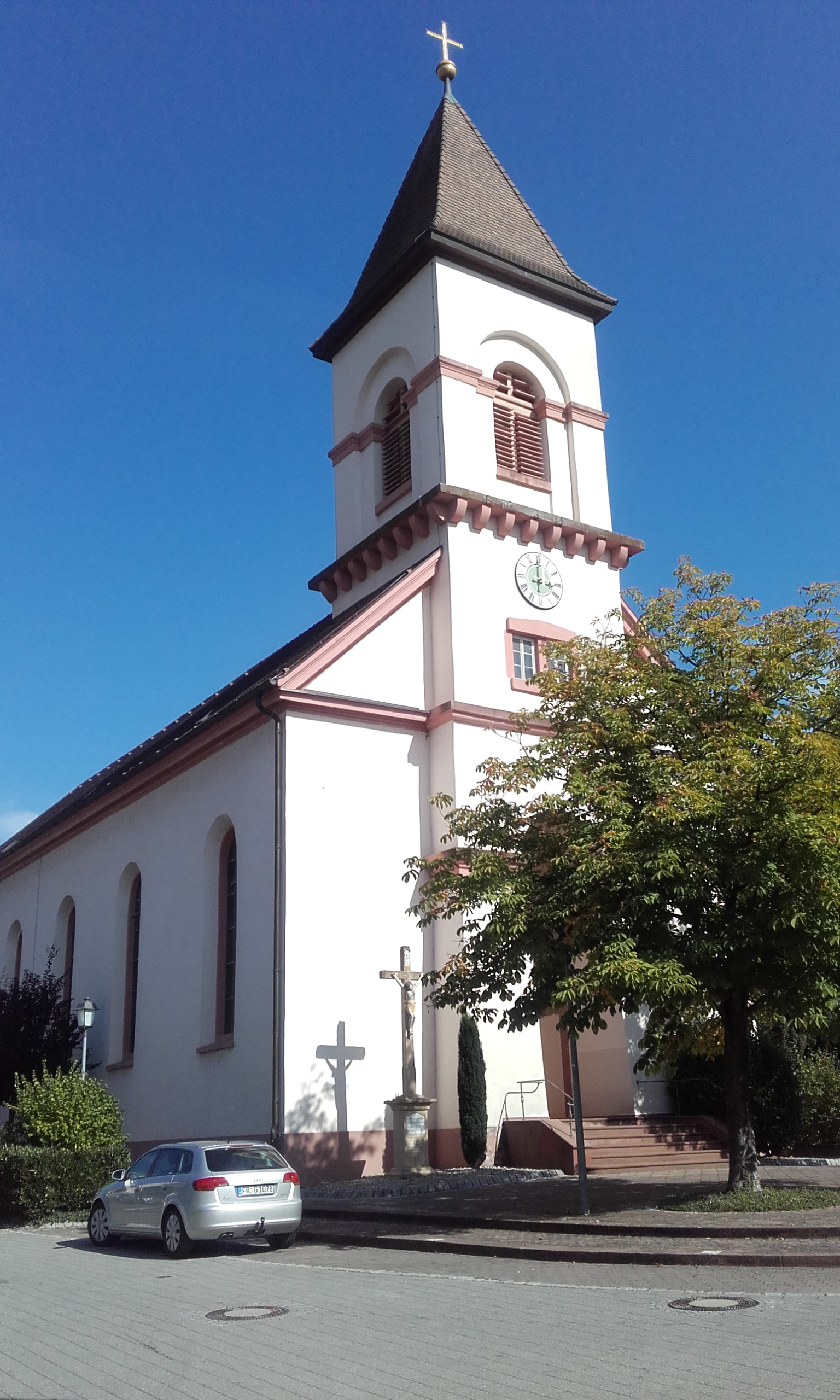
Achkarren, l'église.

- En 1979 fut créé le musée de la viticulture du Kaiserstuhl, à Achkarren, dans un bâtiment historique qui fut déjà mentionné en 1358[5].
- À Burkheim se trouve le musée du tire-bouchon[6].
- Ruine de Burg Höhingen (de).

## Personnalités liées à la ville
- Pantaleon Rosmann (1776-1853), historien et prêtre né à Oberrotweil ;
- Erik Wolf (1902-1977), juriste mort à Oberrotweil